# Tobias Wolff
Tobias Jonathan Ansell Wolff (Birmingham, Alabama; 19 de junio de 1945) es un escritor estadounidense de ficción y memorias, especialista en el relato breve, aunque autor también de novelas. Se halla adscrito a la corriente del llamado realismo sucio.

## Carrera
Wolff se graduó en las Universidades de Oxford y Stanford. Enseñó en la Universidad de Syracuse, en Nueva York. Desde 1997 es profesor de literatura en la Universidad de Stanford. Ha conseguido varios premios por sus narraciones, como el "O'Henry", el más importante del país. Fue amigo del cuentista Raymond Carver (1938-1988), el más importante representante del realismo sucio. Ambos se hallan inscritos, por tanto, en la larga tradición cuentística estadounidense.

## Estilo
Wolf huye siempre de los personajes muy marcados y grandilocuentes, y sus mayores virtudes narrativas son la atención rigurosa al detalle mínimo aunque significativo, en la tradición de Francis Scott Fitzgerald y Ernest Hemingway, la moderación y afinación estilísticas y un peculiar sentido del humor. Un tema muy frecuente en su narrativa es el dilema moral de difícil resolución.

## Otros datos
Su libro de memorias "Vida de ese chico" (1989) ha sido adaptado al cine en la cinta This Boy's Life de 1993, protagonizada por Leonardo DiCaprio y Robert De Niro.
Tobias Wolff está casado y tiene tres hijos.

## Obras
- Feos rumores (1975), novela.
- En el jardín de los mártires estadounidenses (1981), cuentos.
- Cazadores en la nieve (1981), cuentos.
- Ladrón de cuarteles (1984), novela.
- De regreso al mundo (1985), cuentos.
- Vida de este chico (1989), memorias.
- Los mejores cuentos americanos (1994), como editor.
- En el ejército del faraón (1994), memorias de su vida como soldado en la Guerra de Vietnam.
- La noche en cuestión (1997), cuentos.
- Vieja escuela (2003), novela.
- Aquí empieza nuestra historia (2009), relatos.